# رولند اندرسون
رولند اندرسون (انگلیسی: Roland Anderson زاده ۱۸ نوامبر ۱۹۰۳ - درگذشته ۲۹ اکتبر ۱۹۸۹) یک کارگردان هنری اهل ایالات متحده آمریکا است ۱۵ بار نامزد جایزه اسکار شد اما هرگز برنده این جایزه نشد.
فیلم‌های نامزد جایزه اسکار عبارتنداز:
- "وداع با اسلحه" (۱۹۳۳)
- "زندگی بنگال لانسر" (۱۹۳۵)
- "Souls at Sea" (1937)
- "North West Mounted Police" (۱۹۴۰)
- "Take a Letter Darling" (1942)
- "باد وحشی را درو کن" (1942)
- "نامه‌های عاشقانه" (۱۹۴۵)
- "کری" (۱۹۵۲)
- "دختر روستایی" (۱۹۵۴)
- "Red Garters" (۱۹۵۴)
- "در ناپل شروع شد" (۱۹۶۰)
- "صبحانه در تیفانی" (۱۹۶۱)
- "The Pigeon That Took Rome" (1962)
- "عشق با غریبه مطلوب" (۱۹۶۳)
- "Come Blow Your Horn" (۱۹۶۳)